# Molenbaix
Ne doit pas être confondu avec Molembaix.
Molenbaix (en picard : Molambai) est une section de la commune belge de Celles située en Région wallonne dans la province de Hainaut.
C'était une commune à part entière avant la fusion des communes de 1977.

## Étymologie
Molenbaix est d'origine germanique : de *mulino (emprunt germanique au bas-latin molina) « moulin » et de *baki « ruisseau ». C'est un cognat de Molenbeek et Moulbaix.

## Évolution démographique
- Sources : INS, Rem. : 1831 jusqu'en 1970 = recensements, 1976 = nombre d'habitants au 31 décembre.

## Histoire
Outre la seigneurie principale, la cité comportait plusieurs fiefs. Marie-Catherine Du Chambge (1629-1707) est dame de (les hommes sont seigneur de, les femmes dame de) plusieurs possessions dont un fief sur molembaix : Lassus (sur Esplechin), Hollay (à Celles-Molenbaix), du bois de Cavrines (à Rumes) , du Croquet (en Hainaut), de la Mairie (à Wattignies), etc. Fille de Philippe Du Chambge, licencié es lois, receveur du comte de Solre (maison de Croÿ) à Rumes, greffier des États des baililages de Tournai-Tournaisis, Mortagne, Saint-Amand, dépendances et appendances, et de sa seconde épouse Anne-Marie de Madre, elle est baptisée à Tournai le 9 octobre 1629 et meurt à Tournai, veuve et sans postérité le 27 janvier 1707. Par son testament du 25 janvier 1707, elle institue la fondation Hardy du Chambge et lègue ses possessions à différentes personnes. Elle épouse à Tournai  le 4 juin 1651 Jean-François Hardy, conseiller du roi aux bailliages de Tounrai-Tournaisis etc., baptisé à Tournai le 
4 octobre 1621, fils de Nicolas et et de Jeanne de Jaurieu,
Jean Du Chambge (1633-1705) est seigneur de Lassus (sur Esplechin ), de Hollay (sur Celles-Molembaix), etc..Fils de Philippe, et frère de Marie-Catherine, il est baptisé à Tournai le 19 août 1633 et meurt à Tournai le 8 février 1705, inhumé dans l'église Saint-Quentin de Tournai. Licencié es lois, il devient greffier des États du bailliage de Tournai-Tournaisis en 1669, receveur des biens des comtes de Solre (maison de Croÿ) et de Thiant (maison de Merode), bailli général du chapitre de la cathédrale Notre-Dame de Tournai en 1696.
Robert de Flines (   -1673) est seigneur de Hautlieu (sur Riencourt-lès-Magnicourt), de Scin (sur Laplaigne), du Petit-Fresnois (sur Molenbaix). Fils de Jean, conseiller et procureur fiscal au bailliage de Tournai-Tournaisis et d'Adrienne Desmartin, il est avocat, licencié es droits, devient procureur général, conseiller au Conseil de Flandre, puis passe conseiller au conseil souverain de Tournai, et de ce fait anobli et fait chevalier Il meurt à Tournai le 4 décembre 1673. Il épouse à Tournai dans la chapelle du couvent des Frères mineurs capucins le 23 mai 1639 Isabeau Du Chambge (1619-1680). Fille de Monsieur Maistre Noël Du Chambge, licencié es lois, bailli de Pecq, de ce fait représentant le seigneur de Pecq aux États des bailliages de Tournai-Tournaisis et de Marguerite du Bus, elle est baptisée à Tournai le 1er mars 1619 et meurt à Tournai le 24 mars 1680, à 60 ans. Les deux époux sont le frère et la sœur de Balthazar de Flines et de Catherine Du Chambge, dame du Buisson sur La Glanerie, lesquels se sont mariés àTournai en 1644.

## Patrimoine et culture

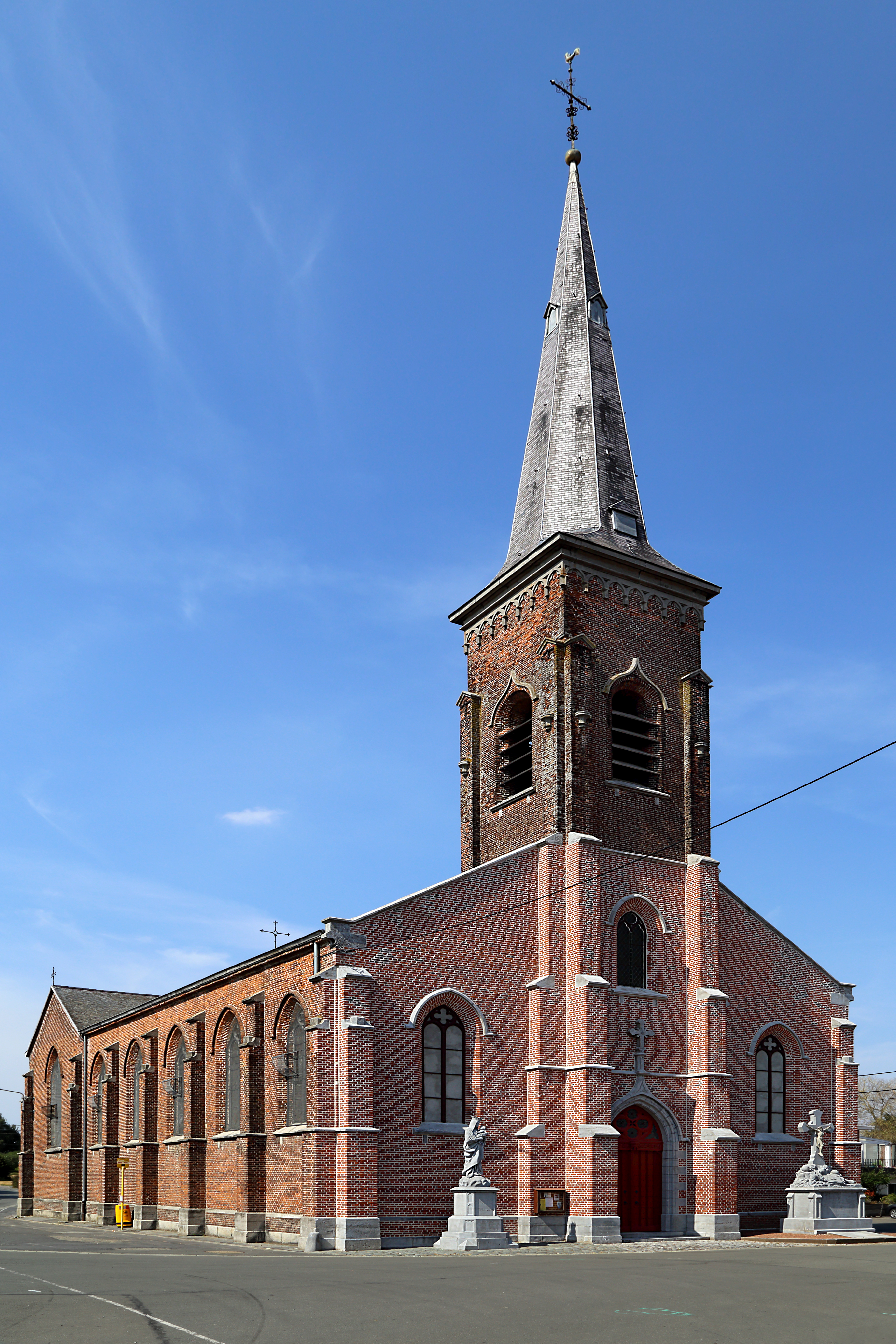
L'église Saint-Ghislain (1849).

## Économie

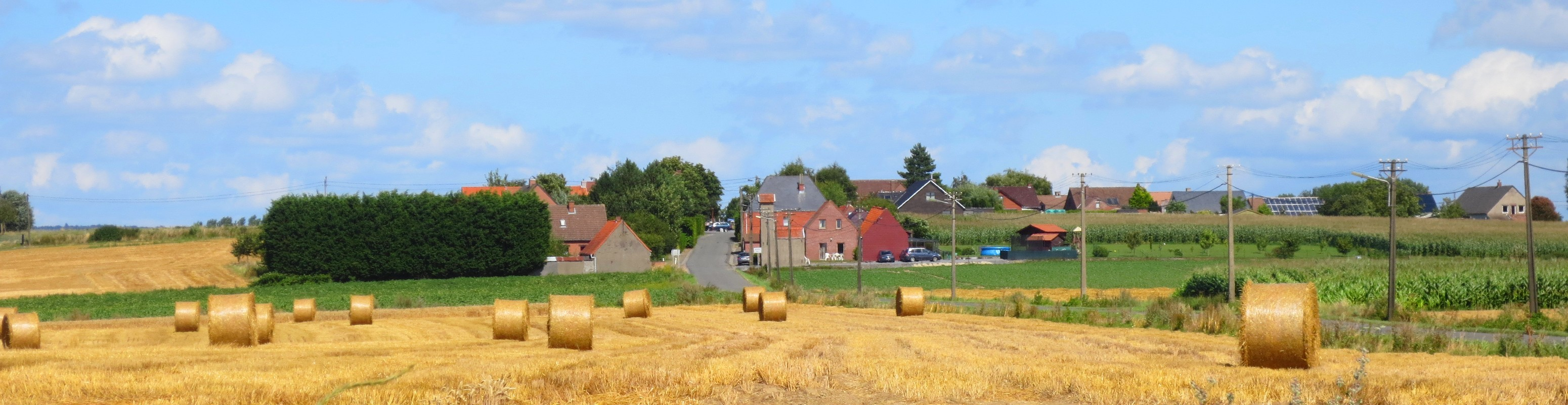
Molenbaix.